# Metropolis Hochhaus

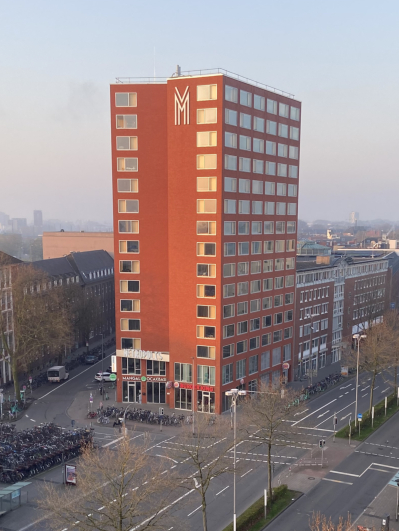

Das Metropolis Hochhaus ist ein 45 Meter hohes Wohngebäude in Münster, Deutschland.

## Hintergrund
Das Gebäude wurde auf dem Grundstück des alten Kinos Rex, später Metropolis, errichtet. Die Architekten Andreas Deilmann und Rainer M. Kresing erwarben das Grundstück aus einer Insolvenzmasse. Inzwischen laufen Planungen, auf dem Gelände ein Studentenwohnheim zu errichten. Der Bauherr und Investor Deilmann plante ursprünglich ein 60 Meter hohes Gebäude, welches aber durch die Stadtverwaltung nicht genehmigt wurde. Nach Auskunft des Stadtplanungsamt dürfe auf dem Grundstück nach baurechtlichen Vorgaben kein Hochhaus entstehen, ein vorhabenbezogener Bebauungsplan könne indes verabschiedet werden.
Nach der Vorstellung des städtebaulichen Konzepts bei einer Bürgeranhörung im März 2013 wurde der Entwurf für den vorhabenbezogenen Bebauungsplan Nr. 558 von den Architekten vom 30. Dezember 2013 bis zum 30. Januar 2014 zur öffentlichen Einsichtnahme im Stadthaus 3 vorgelegt.
Im Erdgeschoss sollten ein gastronomischer Betrieb, eine Bäckerei sowie eine Waschbar Platz finden, in dem darübergelegenen Stockwerk Büro- und Gemeinschaftsräume entstehen. Der Gebäudekomplex sollte zunächst aus zwei Baukörpern bestehen, die durch eine Glasfuge verbunden werden. Nachdem keine Kooperation mit dem Studentenwerk erfolgt, wurden einige Ein-Zimmer-Apartments in Zwei-Zimmer-Apartments umgeplant, woraus zwischen 120 und 130 Wohnungen resultieren sollten.
Baubeginn für das Gebäude war im Frühjahr 2015. Der Rohbau des Gebäudes wurde im April 2016 fertiggestellt.
Hauptzweck des Gebäudes ist das Wohnen. Somit befinden sich im Gebäude 97 Apartments sowie einige Studentenwohnungen. Darüber hinaus gibt es auch Büros und im Erdgeschoss befinden sich gastronomische Einrichtungen.
Das Gebäude ist 45 Meter hoch und beinhaltet 15 Etagen. Das Gesamtvolumen des Gebäudes beträgt 26.100 m³. Die Wohnfläche des Gebäudes umfasst 4130 m² und für die gastronomischen Einrichtungen stehen 800 m² zur Verfügung. Die Baukosten belaufen sich auf 11 Millionen Euro.

## Kritik
Das geplante 45 Meter hohe Gebäude stieß bei den Münsteranern auf Kritik, da es aufgrund seiner Nähe zur Altstadt die charakteristische Türme-Silhouette der Domstadt verbauen würde. Zudem war Kritik aus der Bevölkerung zu hören, die ein Boardinghouse in Bahnhofsnähe ablehnt. Die Immobilien- und Standortgemeinschaft Bahnhofsviertel äußerte Bedenken ihrer Mitglieder, das Viertel könne im Laufe des nächsten Jahrzehnts zu einem Rotlichtbezirk werden, falls tatsächlich im 3. bis 13. Stockwerk 156 barrierefreie Einraum-Wohnungen mit einer Größe von 25 bis 28 Quadratmetern Wohnfläche für Singlehaushalte in dem geplanten Hochhaus entstehen sollten, nachdem die ursprünglich geplante Zusammenarbeit mit dem Studentenwerk nicht mehr zustande kommt. Architekt Andreas Deilmann gab zu bedenken, dass in dem Appartementgebäude eine durchgehend besetzte Rezeption untergebracht werden solle, weswegen sich ein Rotlicht-Milieu in dem Gebäude nicht etablieren könne.
Anfang April 2013 äußerte sich die Mehrheit der Mitglieder der ISG, sie seien mit den Planungen nicht einverstanden. Von der CDU und FDP wird der Bau unterstützt. SPD sowie Bündnis 90/Die Grünen lehnen das Bauprojekt ab.